# Lithobius chengsiensis
Lithobius chengsiensis är en mångfotingart som först beskrevs av Chamberlin och Wang 1952.  Lithobius chengsiensis ingår i släktet Lithobius och familjen stenkrypare. Inga underarter finns listade i Catalogue of Life.